# William Timothy Gowers
Sir William Timothy Gowers FRS (Wiltshire, 20 de novembro de 1963) é um matemático britânico.
É professor da Cátedra Rouse Ball de Matemática desde 1998.

## Publicações selecionadas
- Gowers, W.T.; Maurey, Bernard (6 de maio de 1992). «The unconditional basic sequence problem». Arxiv.org
- Gowers, W.T. (2001). «A new proof of Szemerédi's theorem». Geom. Funct. Anal. 11, 465–488
- Gowers, W.T. (2007). «Hypergraph regularity and the multidimensional Szemerédi theorem». Ann. Of Math. 166, 897–946
- Gowers, Timothy (2002). Mathematics: A Very Short Introduction. [S.l.]: Oxford Paperbacks. ISBN 978-0192853615
- Gowers, Timothy, ed. (2008). The Princeton Companion to Mathematics. [S.l.]: Princeton University Press. ISBN 978-0691118802